# Johannes Cornelis ten Brummeler Andriesse

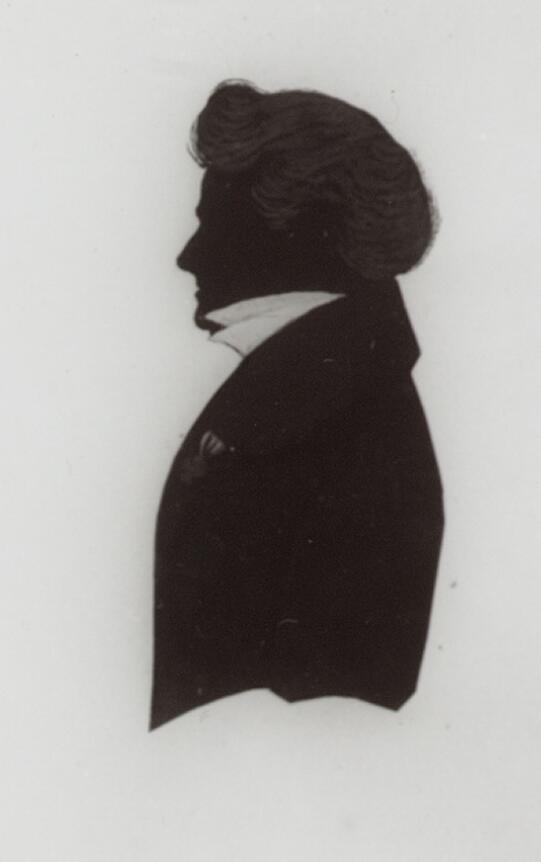
Johannes Cornelis ten Brummeler Andriesse (in 1834)

Johannes Cornelis ten Brummeler Andriesse (Gouda, 9 oktober 1809 – Raamsdonk, 3 november 1889) was een Nederlandse predikant en schrijver.
Ten Brummeler Andriesse, een zoon van de Goudse vlasfabrikant Gerard Jacques ten Brummeler Andriesse en Johanna Maria van der Grijp, studeerde theologie in Utrecht, was predikant in Oostwoud en in Hoorn en vestigde zich na zijn emeritaat in Raamsdonk. Op 20 mei 1836 trouwde hij te Ouddorp met Christina Wijnanda Burckhardt, een kleindochter van Willem Bilderdijk.
Ten Brummeler Andriesse publiceerde in 1873 "Mr. W. Bilderdijk's eerste huwelijk, naar zijne briefwisseling met vrouw en dochter (1784-1807), medegedeeld door zijn aangehuwden kleinzoon".